# Chapelle Sainte-Marie-Madeleine de Gobertange
La chapelle Sainte-Marie-Madeleine est une chapelle de style gothique et néogothique située à Gobertange, un hameau de Mélin, section de la ville belge de Jodoigne en province du Brabant wallon.
La chapelle fait l'objet d'un classement comme monument historique et ses abords font l'objet d'un classement comme site.

## Localisation
La chapelle se dresse sur un promontoire au carrefour de la rue de Gobertange et de la rue de la Cloche, au centre de Gobertange, un des quatre hameaux du village de Mélin qui figure au nombre des « Plus beaux villages de Wallonie »,,.

## Historique
La chapelle Sainte-Marie-Madeleine est un oratoire de style gothique tardif des XVe et XVIe siècles,. 
Au XIXe siècle, « De cet oratoire, qui existait déjà en 1441, il ne subsiste que le mur plat terminal et le mur septentrional, percé d'une ouverture ogivale avec un trilobe. Le restant de la construction, avec la porte et la fenêtre de la façade et la petite entrée latérale et les deux baies du mur méridional, a été élevé en 1856, en belles pierres de la localité, dans le style ogival, et aux frais des habitants du hameau »,,.
« Cette chapelle étais jadis plus grande qu'elle ne l'est maintenant, et le terrain adjacent servait de lieu d'inhumation ; lors de la reconstruction, on y a recueilli beaucoup d'ossements, surtout à l'endroit où était l'ancien chœur ».
La chapelle, restaurée en 1856, est à nouveau à l'état de ruine en 1972 et est une nouvelle fois restaurée en style néogothique par les habitants du hameau de Gobertange lors d'une une campagne de restauration de deux ans menée en 1972 et 1973, en mettant en évidence la belle pierre blanche du pays, dite « pierre de Gobertange », une pierre calcaire blanche extraite à Gobertange, réputée pour sa qualité et utilisée par exemple pour bâtir l'Hôtel de ville de Bruxelles,,,,,.

## Classement
La chapelle fait l'objet d'un classement comme monument historique et ses abords font l'objet d'un classement comme site depuis le 16 novembre 1982 sous la référence 25048-CLT-0017-01,,,.
Par ailleurs, elle figure à l'Inventaire du patrimoine immobilier culturel de la Wallonie sous la référence 25048-INV-0275-02.

## Architecture

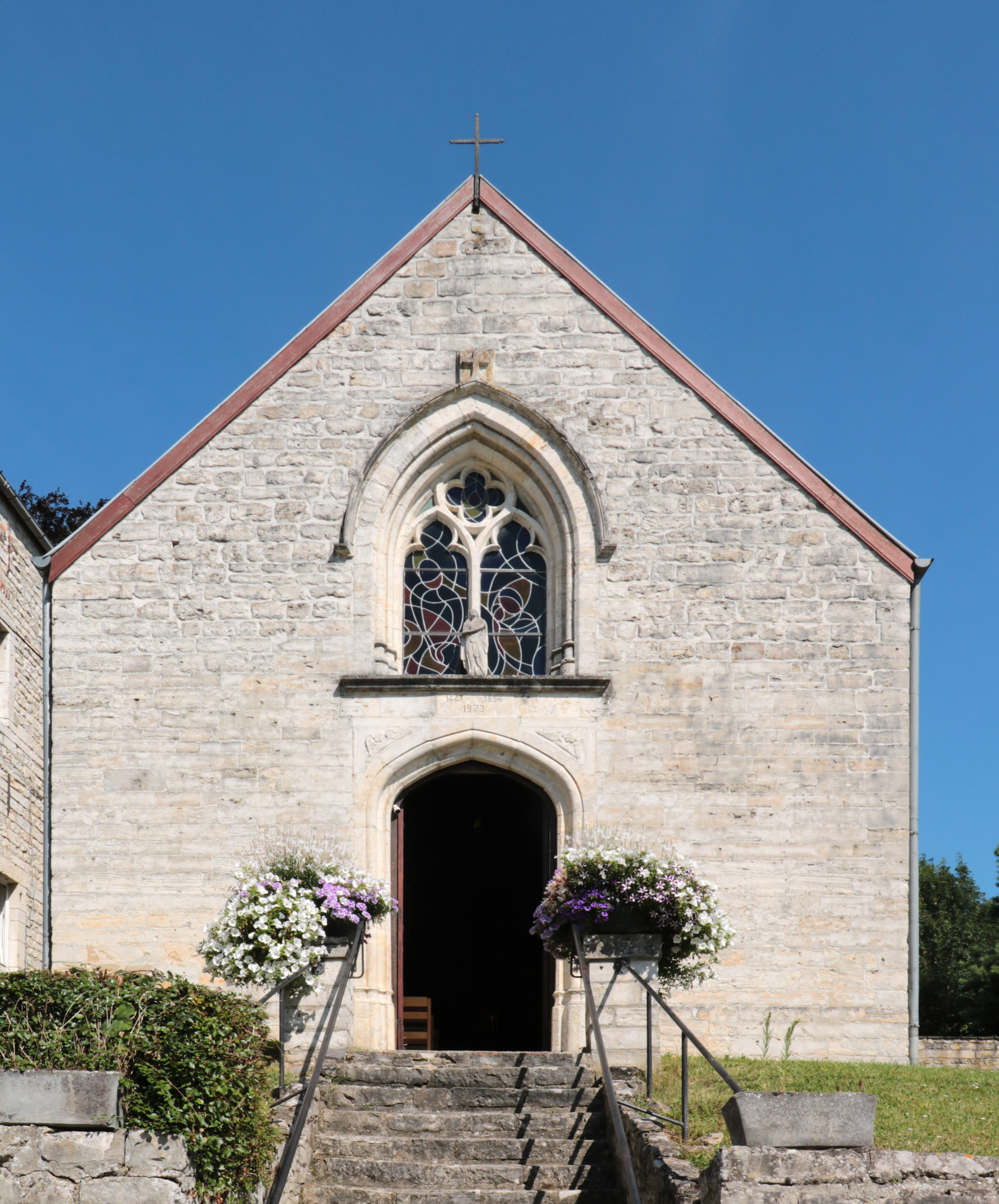
Façade.
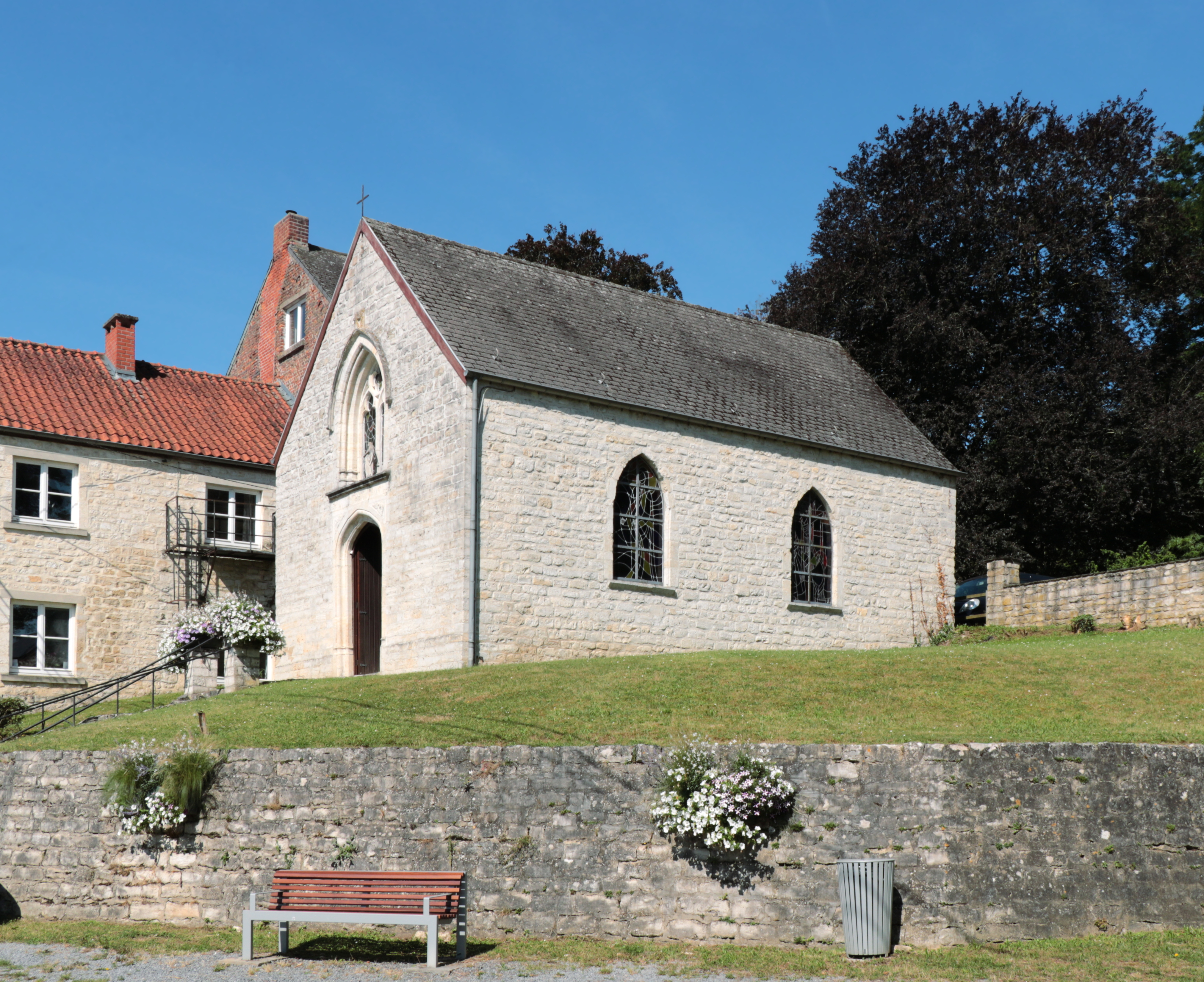
Vue.
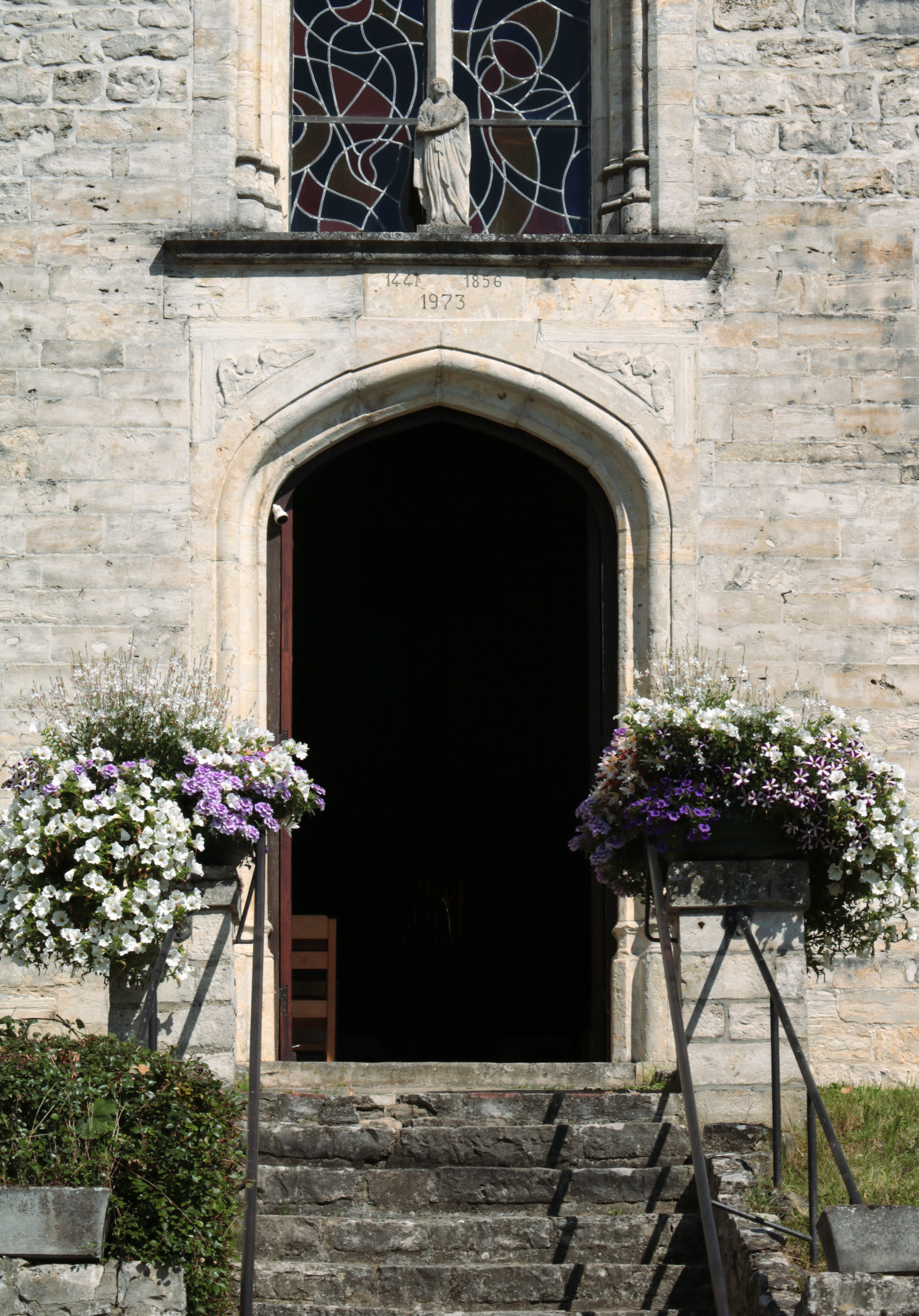
Porte.
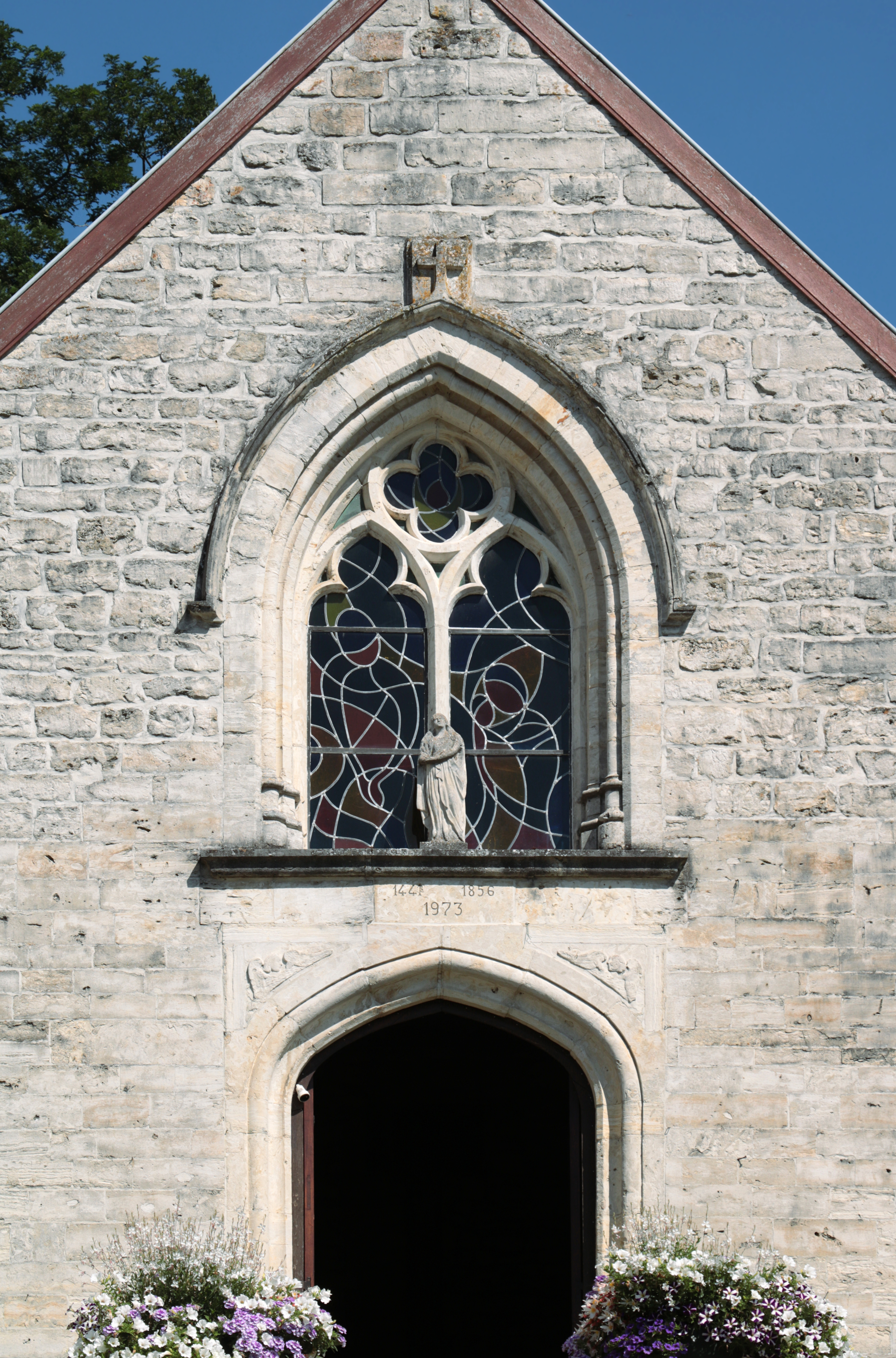
Baie.